# Humboldtstraße (Weimar)

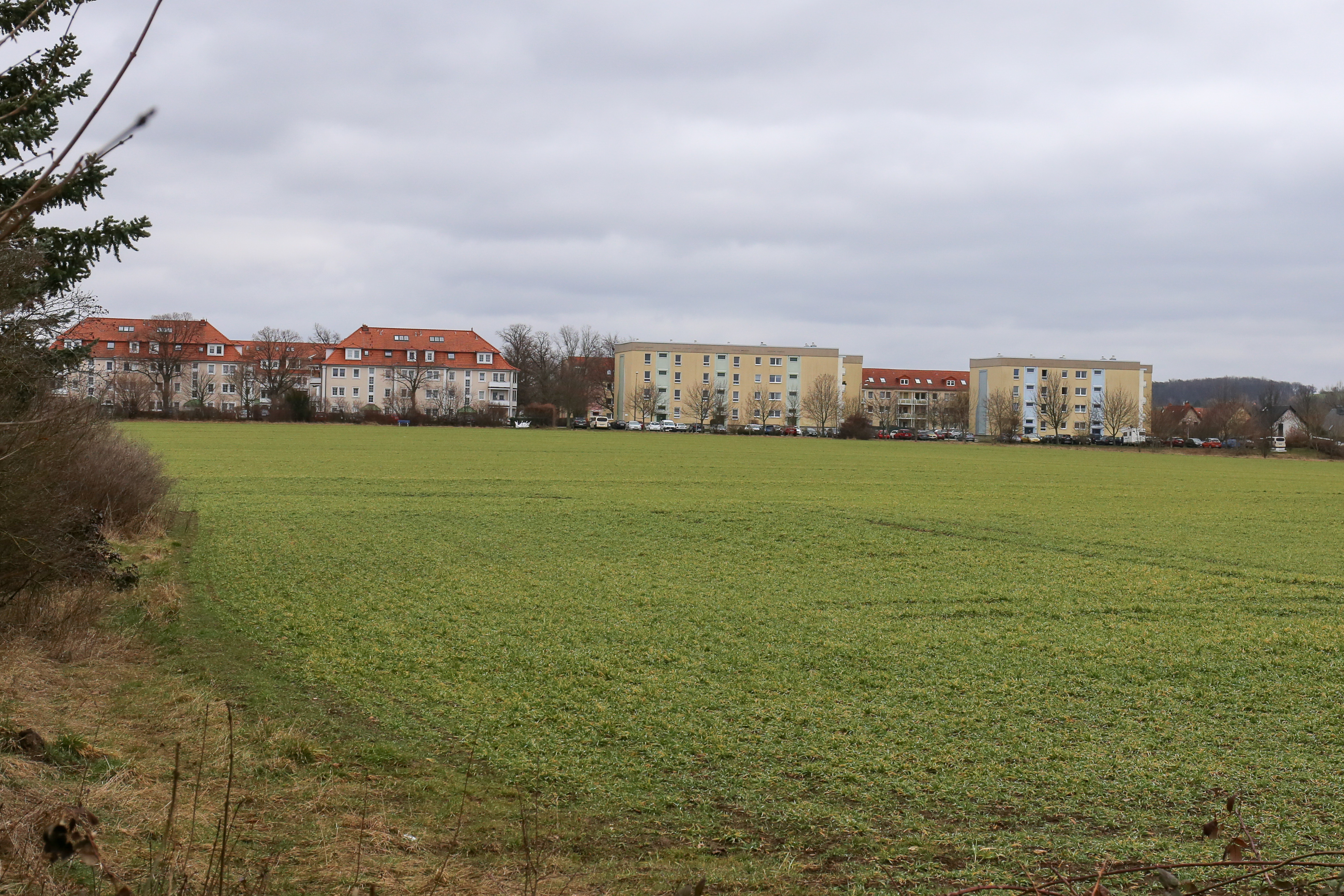
Humboldtstraße in Weimar

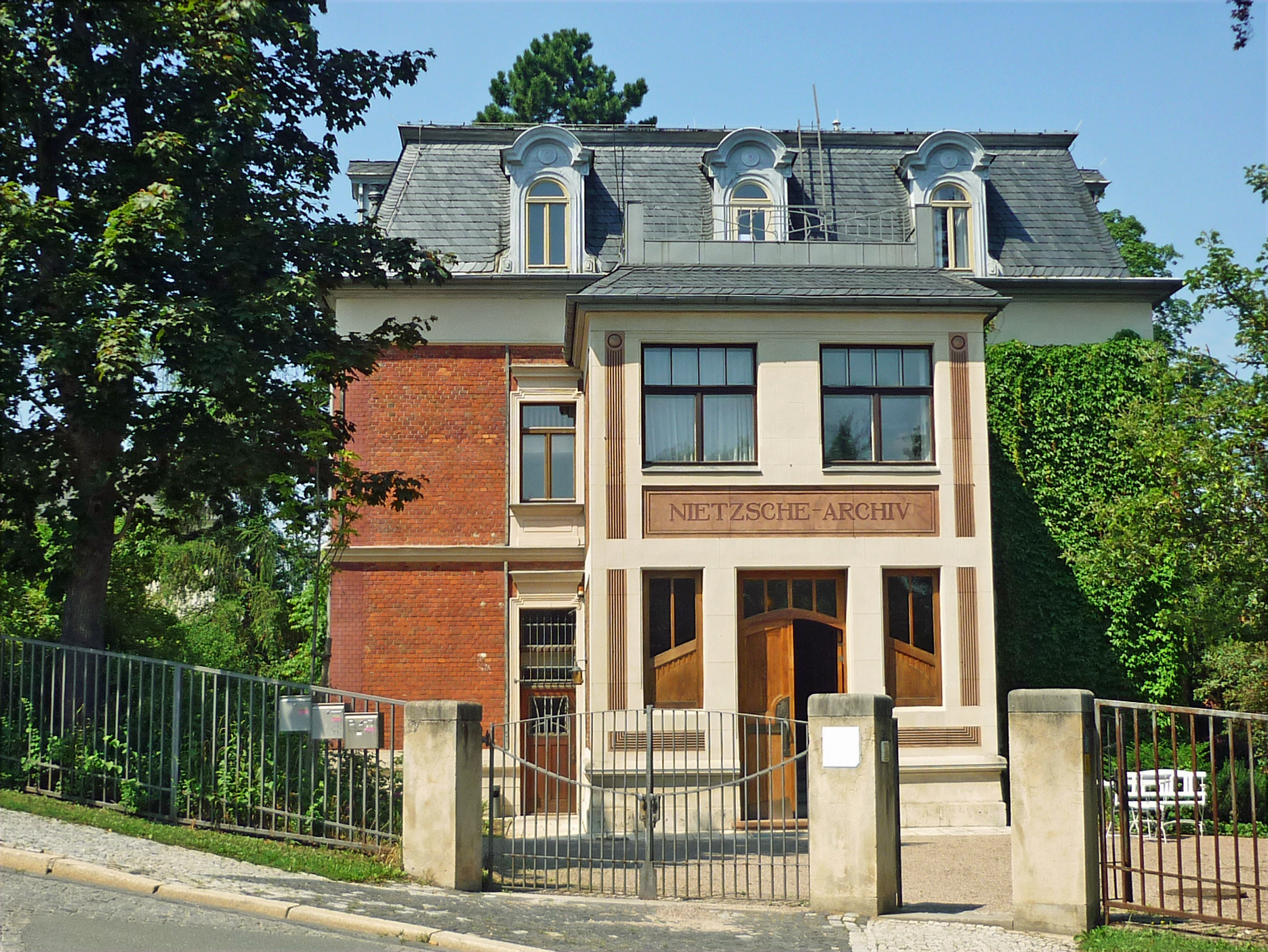
Villa Silberblick

## Verkehrstechnische Bedeutung und Verlauf
Die Humboldtstraße ist ein wichtiger Straßenzug in der Weimarer Westvorstadt. Sie reicht vom Wielandplatz/Ecke Steubenstraße bis außerhalb von Weimar kurz vor Gelmeroda in der Berkaer Straße. In dem Bereich liegt der Lohgraben. Die Humboldtstraße ist Anlieger- und Verbindungsstraße zugleich. Sie überquert am Poseckschen Garten das Weimarer Ringstraßensystem, das mit der Trierer Straße weiter geführt letztlich in nördliche Richtung verläuft. 

## Geschichte
Die Humboldtstraße hieß einmal ab 1893 Luisenstraße, woran der Name eines Lokals an der Kreuzung zum Wielandplatz noch erinnert. Bis 1893 hieß sie Berkaer Straße. Auf einem alten Stadtplan von 1915 wurde sie als Louisenstraße bezeichnet.
Unweit dieser Kreuzung befinden sich Sommers Weinstuben, ein Weinrestaurant, das seit Generationen von der Familie Sommer betrieben wird. Außerhalb Richtung Berkaer Straße hat die Humboldtstraße moderne Wohnblocks. Gegenüber dem Restaurant „Luise“ mit der Anschrift Steubenstraße 1 befindet sich die von Heinrich Heß entworfene Stadtbücherei. Die 1823 errichtete Humboldtstraße wurde um 1885 als Direktorenwohnhaus für das Goethegymnasium umgebaut, das von Julius Bormann entworfen wurde. In der Humboldtstraße 18 wohnte der Maler Max Liebermann. Die Humboldtstraße 17 ist die Jugendherberge am Poseckschen Garten. Die Humboldtstraße 14 war Haus des Arztes Theodor Wette  (1864–1918), welches 1900 von Otto Minkert errichtet wurde.
Hinter der Villa Silberblick, dem ehemaligen Nietzsche-Archiv, befindet sich das alte Funkhaus, das in der NS-Zeit zur „Nietzsche-Gedächtnishalle“ ausgebaut werden sollte. Die Projektleitung lag bei Reichsbauminister Albert Speer, nachdem der Architekt Paul Schultze-Naumburg sich mit Adolf Hitler überworfen hatte und in der Folge seine Entwürfe immer wieder abgelehnt wurden. Das Projekt wurde nie vollendet. Sowohl das Funkhaus als auch die Villa Sauckel wurden in der ZDF-Dokumentation „Böse Bauten“ beleuchtet. Die Humboldtstraße 11 ist das einstige von Anton Georg Hauptmann errichtete Poseckscher Garten, das das Museum für Ur- und Frühgeschichte Thüringens beherbergt. Der Zugang dazu erfolgt über die Amalienstraße. Der Architekt des Weimarer Jugendstils Rudolf Zapfe hatte in der Humboldtstraße 21 sein Wohnhaus, woran eine Gedenktafel erinnert. Zauche hatte in ganz Weimar Villen und Wohnhäuser entworfen, von denen nicht wenige noch erhalten sind, auch in diesem Viertel, so u. a. in der Cranachstraße. In der Humboldtstraße 37 befindet sich ein Restaurant mit Lokalbrauerei: der „Felsenkeller“ in der Tradition der alten Deinhardtschen Brauerei seit den 1950er Jahren, Diese gehörte vormals auch zur Stadtbrauerei Deinhardt. Eine von der Humboldtstraße abzweigenden Straße ist die Windmühlenstraße, wo sich die Villa Sauckel befindet. 
Teile der Humboldtstraße stehen auf der Liste der Kulturdenkmale in Weimar (Sachgesamtheiten und Ensembles). Außer dem Museum für Ur- und Frühgeschichte und dem Wohnhaus von Rudolf Zapfe Humboldtstraße 21 stehen einige Gebäude zudem auf der Liste der Kulturdenkmale in Weimar (Einzeldenkmale).